# Agia Effimia
Agia Effimia in greco Αγία Ευφημία? è un villaggio greco che era sede comunale dell'ex comune di Pylaros, ora a sua volta inserito nel comune di Cefalonia della prefettura omonima.
Si trova sul versante orientale dell'isola, in quel braccio di mare che separa Cefalonia da Itaca. Dista circa 9 km dal porto di Sami e 32 km da Argostoli.
Possiede una marina per le imbarcazioni private. Il suo litorale è costituito da una serie di cale e calette a ridosso della strada di accesso.